# Belgische Hockeynationalmannschaft der Herren
Die belgische Hockeynationalmannschaft der Herren vertritt Belgien bei internationalen Wettbewerben. Sie ist amtierender Olympiasieger. Amtierender Trainer ist Shane McLeod. Nach der Champions Challenge 2007, die von Belgien ausgerichtet wurde und die die Mannschaft auf dem letzten (sechsten) Platz beendete, wurden Gilles Bonnet und sein Assistent Pascal Kina entlassen.
Zwischen 1920 und 1978 nahm Belgien an zwei der ersten drei Weltmeisterschaften und an elf von dreizehn Olympiaden teil. In Belgien wird seit 1902 und seit 1904 in Vereinen Hockey gespielt. 1907 wurde der Belgische Hockeyverband gegründet. Belgien spielte sein erstes internationales Spiel gegen Deutschland. Der Verband ist eines der Gründungsmitglieder der International Hockey Federation (FIH).
Aktuell (Juni 2025) steht die Nationalmannschaft in der Weltrangliste auf dem Feld auf Rang 3 und in der Halle ebenso auf Rang 3.

## Ergebnisse

### Olympische Spiele
- 1908 – keine Teilnahme
- 1920 – Bronze
- 1928 – Platz 4
- 1932 – keine Teilnahme
- 1936 – Platz 9
- 1948 – Platz 6
- 1952 – Platz 9
- 1956 – Platz 7
- 1960 – Platz 11
- 1964 – keinen Platz
- 1968 – Platz 9
- 1972 – Platz 10
- 1976 – Platz 9
- 1980–2004 – keine Teilnahme
- 2008 – Platz 9
- 2012 – Platz 5
- 2016 – Silber
- 2020 – Gold
- 2024 – Viertelfinale

### Weltmeisterschaften
- 1971 – keine Teilnahme
- 1973 – Platz 8
- 1975 – keine Teilnahme
- 1978 – Platz 14
- 1982–1990 – keine Teilnahme
- 1994 – Platz 11
- 1998 – keine Teilnahme
- 2002 – Platz 14
- 2006–2010 – keine Teilnahme
- 2014 – Platz 5
- 2018 – Sieger
- 2023 – Platz 2

### Europameisterschaften
- 1970 – Platz 5
- 1974 – Platz 10
- 1978 – keine Teilnahme
- 1983 – Platz 8
- 1987 – Platz 10
- 1991 – Platz 9
- 1995 – Platz 4
- 1999 – Platz 4
- 2003 – Platz 6
- 2005 – Platz 4
- 2007 – Bronze
- 2009 – Platz 5
- 2011 – Platz 4
- 2013 – Platz 2
- 2015 – Platz 5
- 2017 – Silber
- 2019 – Sieger
- 2021 – Bronze
- 2023 – Bronze
- 2025 – Platz 5

### Champions Challenge
- 2001 – Platz 6
- 2003 – keine Teilnahme
- 2005 – Bronze
- 2007 – Platz 6